# Caserne Desvallières

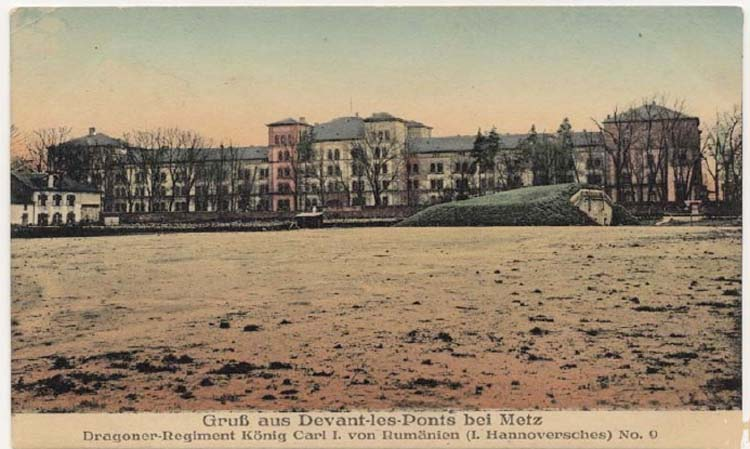
La-Ronde-Kaserne / Caserne Desvallières

Die Caserne Desvallières (ursprünglich: La-Ronde-Kaserne) ist eine ehemalige Kaserne im Vorort „Devant-les-Ponts“ von Metz. Erbaut wurde sie 1877 im Auftrag des Deutschen Reiches während der Zeit, als Elsaß-Lothringen zu Deutschland gehörte. Sie war zur Aufnahme des „Dragoner-Regiments König Carl I. von Rumänien (1. Hann.) Nr. 9“ bestimmt. Zeitweilig befanden sich auch Teile des „Rheinischen Fußartillerie-Regiments Nr. 8“ in der Kaserne. Sie liegt an der Rue de la Ronde und der Route de Lorry.

## Historisches
Militärisch gesehen war Metz für das Deutsche Reich ein äußerst wichtiger strategischer Punkt, den es nach dem Erwerb zu sichern galt. Die Militärbehörden gingen daher unverzüglich, nachdem Elsaß-Lothringen an Deutschland gefallen war, daran, die Stadt militärisch aufzuwerten. Es wurden große Anstrengungen unternommen, um, neben den Festungswerken, neue Kasernen zu bauen und somit die Garnison zu vergrößern. Die Stärke der ständig hier stationierten Truppen lag zwischen 15.000 und 20.000 Mann aller Waffengattungen, um dann vor Beginn des Ersten Weltkrieges schließlich auf 25.000 Mann anzuwachsen. Kaiser Wilhelm II. sagte bei einem Besuch anlässlich einer Besichtigung der Bauarbeiten in der Stadt und an den Gürtelforts:

„Metz und sein Armeekorps stellen einen Stützpfeiler für das preußische Militär in Deutschland dar, dazu bestimmt den Frieden in Deutschland und auch in Europa sicherzustellen.“

## Bau und Lage
Die „La Ronde Kaserne“ wurde von der damals noch selbstständigen Gemeinde „Devant-les-Ponts“ als städtische Kaserne gebaut. Errichtet wurden die Gebäude auf einem Gelände, auf dem sich vormals das Château de la Ronde befunden hatte und das an der Route de Lorry liegt. Es handelte sich dabei um eine der ersten Kasernen, die von der deutschen Militärverwaltung in dieser Region in Auftrag gegeben wurden. Sie war ursprünglich als Kavalleriekaserne bestimmt und bestand im gesamten aus 18 (auch zusammenhängenden) Gebäuden, die sich um zwei Höfe gruppierten. Der rechteckige Hof zwischen den Unterkunftsblocks diente als Kasernenhof, während der dreieckige Hof zwischen den Ställen und Remisen als Ausbildungsgelände diente. Das Kasernengelände erstreckte sich über mehrere Hektar.

## Nutzung
Die Anlage wurde vom Deutschen Heer bis zum März 1919 belegt und ging danach an die französische Armee über. Diese nannte sie fortan „Caserne Desvallières“ und nutzte sie bis in die 1990er Jahre. Bis 1933 lag hier das „39e régiment d’artillerie de Région Fortifiée“ (39e RARF – 39. Regionales Festungsartillerieregiment), das in Teilen auch im „Quartier Gribeauval“ in Verdun untergebracht war. Zwischen 1940 und 1944 wurde die Kaserne von der deutschen Wehrmacht genutzt und 1945 erneut von der französischen Armee übernommen. Von 1968 bis 1976 war hier das 23e régiment d’infanterie stationiert. In den letzten Jahren diente sie nur noch der Militärmusik der „6e région militaire“ (6. Militärregion) als Unterkunft. Nach der Aufgabe durch das Militär wurde hier eine provisorische Jugendstrafanstalt für die Region Lothringen eingerichtet. Im Jahre 2009 wurde diese Anstalt geschlossen und die Gebäude fielen an die Stadt Metz. Durch seine Größe und Lage sowie die Art der Architektur und die Qualität der Bauten sah die Stadt in der Konversion eine Bereicherung dieses Stadtteils. Vorgesehen war, Wohnungen und Geschäfte in der Anlage einzurichten. Ab 2013 scheint der Abriss von Teilen der zunehmend verfallenden Anlage in Betracht gezogen worden zu sein. Im Jahre 2015 wurde jedoch eine Renovierung der Gebäude beschlossen.